# 克林頓 (密歇根州)
克林頓（英語：Clinton）是位於美國密歇根州萊納維縣克林頓鎮區的一個村。

## 人口
根據2020年美國人口普查的數據，克林頓的面積為4.84平方千米，當中陸地面積為4.75平方千米，而水域面積為0.09平方千米。當地共有人口2517人，而人口密度為每平方千米520人。